# Cochlioda
Cochlioda es un género de orquídeas epifitas o litofitas. Este género contiene solamente ocho especies de orquídeas todas de Los Andes del Perú, Bolivia y Ecuador. 

## Descripción
Las Cochlioda pueden ser epifitas o litofitas en bosques de neblina entre los 2000 y 3500 metros de altura. Puede mostrar pseudobulbos unifoliados y bifoliados de un único internodo. No tienen periodo de reposo.

Cuenta con vainas dísticas parecidas a hojas. La inflorescencia basal de una longitud de 50 cm se producen desde el eje de las vainas y generan flores sin espolón. Tiene dos polinias duras fijas a un estípite conectado al viscidio. La floración es abundante y perfumada durando un mes. La columna no tiene pie. El diámetro de las flores de 5 a 7 cm 
Las Cochlioda se pueden hibridar con géneros cercanos dando lugar a especies intergenéricas tales como las de Beallara, Burregeara y Vuylstekeara.

## Distribución y hábitat
El género Cochlioda está constituido por especies de zonas frías de los bosques de niebla de zonas montañosas en Los Andes de Perú, Bolivia, y Ecuador.

## Cultivo
Estas especies deberán ser cultivadas en un ambiente frío.
- Luz

Plantas de bosque quieren luz intensa pero no soportan el pleno sol. 
- Temperatura

Son las condiciones de una Sierra fría. Temperatura máxima durante el día de 19 °C y durante la noche de 15 °C.

Para asegurar una buena floración es necesaria una variación de 5 °C de temperatura del día a la noche. 
- Riegos

Humedad ambiente de 60 a 70 % mínimo, además de una buena ventilación. Les gusta las vaporizaciones de agua fría en la floración.

Estas plantas exigen una cierta humedad, durante su desarrollo no se les debe dejar secar completamente el sustrato. Las Cochlioda no conocen ningún periodo de reposo, en el invierno los riegos deben ser más espaciados. 
- Abonos

Las orquídeas no son muy exigentes en el abonado. En primavera se les puede suministrar una fórmula estándar de 20-20-20 correspondientes al Nitrógeno, Fosfato y Potasio para estimular la nueva generación de hojas. Un abonado debe ser seguido de 2 riegos con agua clara. Un exceso de abono puede necrosar las raíces. 
- Aclareo

Debido a que la planta posee numerosos pseudobulbos, se debe entresacar además de conseguir nuevas plantas, para mantenerla vigorosa.

El aclareo debe hacerse todos los años a final de septiembre y ser precedido por una limpieza de la planta, quitándole las raíces muertas ( marronáceas y vanas ), las vivas son blancas y verdes en los extremos. Para estimular la actividad de las raíces se debe poner un tiesto más bien pequeño. El grano del substrato utilizado debe ser una mezcla de corteza de pino, carbón vegetal y de poliestireno expandido.

## Etimología
El nombre Cochlioda se refiere a laforma de concha del callo en el labelo.

## Especies deCochlioda
- Cochlioda beyrodtiana  Schltr. (1919)
- Cochlioda chasei  D.E.Benn. & Christenson (1994)
- Cochlioda densiflora  Lindl. (1853)
- Cochlioda miniata  L.Linden (1896)
- Cochlioda mixtura  Dalström & Sönnemark (2001)
- Cochlioda noezliana  (Mast.) Rolfe (1890)
- Cochlioda rosea  (Lindl.) Benth. (1883)
- Cochlioda vulcanica  (Rchb.f.) Benth. & Hook.f. ex H.J.Veitch (1893)

## Cochliodahíbridos intergéneros
- Barbosaara: Bbra ( Cochlioda x Gomesa x Odontoglossum x Oncidium )
- Baldwinara: Bdwna ( Aspasia x Cochlioda x Odontoglossum x Oncidium )
- Beallara: Bllra ( Brassia x Cochlioda x Miltonia x Odontoglossum )
- Blackara: Blkr ( Aspasia x Cochlioda x Miltonia x Odontoglossum )
- Burregeara: Burr ( Odontoglossum x Cochlioda x Oncidium x Miltonia )
- Charlesworthara: Cha ( Cochlioda x Miltonia x Oncidium )
- Doncollinara: Dclna ( Cochlioda x Odontoglossum x Rodriguezia )
- Goodaleara: Gdlra ( Brassia x Cochlioda x Miltonia x Odontoglossum x Oncidium )
- Lagerara: Lgra ( Aspasia x Cochlioda x Odontoglossum )
- Liebmanara: Lieb ( Aspasia x Cochlioda x Oncidium )
- Miltonioda: Mtda ( Cochlioda x Miltonia )
- Odontioda: Oda ( Cochlioda x Odontoglossum )
- Oncidioda: Oncda ( Cochlioda x Oncidium )
- Sanderara: Sand ( Brassia x Cochlioda x Odontoglossum )
- Schafferara: Schfa ( Aspasia x Brassia x Cochlioda x Miltonia x Odontoglossum )
- Vuylstekeara: Vuyl ( Odontoglossum x Cochlioda x Miltonia )
- Wilsonara: Wils ( Cochlioda x Odontoglossum x Oncidium )

- Datos: Q1303751
- Multimedia: Cochlioda / Q1303751